# NGC 4749
NGC 4749 (również PGC 43527 lub UGC 8006) – galaktyka spiralna (Sb), znajdująca się w gwiazdozbiorze Smoka. Odkrył ją William Herschel 7 kwietnia 1793 roku.